# Kanton Marennes
Der Kanton Marennes ist seit 1790 ein französischer Kanton im Département Charente-Maritime und in der Region Nouvelle-Aquitaine. Er umfasst 13 Gemeinden im Arrondissement Rochefort. Im Rahmen der landesweiten Neuordnung der französischen Kantone wurde er im Frühjahr 2015 erheblich erweitert.

## Gemeinden
Der Kanton besteht aus 13 Gemeinden mit insgesamt 21.996 Einwohnern (Stand: 1. Januar 2022) auf einer Gesamtfläche von 305,77 km²:
| Gemeinde                      | Einwohner 1. Januar 2022 | Fläche km² | Dichte Einw./km² | Code INSEE | Postleitzahl |
| ----------------------------- | ------------------------ | ---------- | ---------------- | ---------- | ------------ |
| Beaugeay                      | 785                      | 14,51      | 54               | 17036      | 17620        |
| Bourcefranc-le-Chapus         | 3.515                    | 12,40      | 283              | 17058      | 17560        |
| Champagne                     | 637                      | 19,53      | 33               | 17083      | 17620        |
| La Gripperie-Saint-Symphorien | 598                      | 18,16      | 33               | 17184      | 17620        |
| Le Gua                        | 2.115                    | 36,09      | 59               | 17185      | 17600        |
| Marennes-Hiers-Brouage        | 6.148                    | 51,44      | 120              | 17219      | 17320        |
| Moëze                         | 592                      | 21,17      | 28               | 17237      | 17780        |
| Nieulle-sur-Seudre            | 1.224                    | 20,75      | 59               | 17265      | 17600        |
| Saint-Agnant                  | 2.774                    | 22,49      | 123              | 17308      | 17620        |
| Saint-Froult                  | 390                      | 6,39       | 61               | 17329      | 17780        |
| Saint-Jean-d’Angle            | 698                      | 21,61      | 32               | 17348      | 17620        |
| Saint-Just-Luzac              | 2.100                    | 47,74      | 44               | 17351      | 17320        |
| Saint-Sornin                  | 420                      | 13,49      | 31               | 17406      | 17600        |
| Kanton Marennes               | 21.996                   | 305,77     | 72               | 1710       | –            |

Bis zur landesweiten Neuordnung der französischen Kantone im März 2015 gehörten zum Kanton Marennes sieben Gemeinden: Bourcefranc-le-Chapus, Le Gua, Hiers-Brouage, Marennes, Nieulle-sur-Seudre, Saint-Just-Luzac und Saint-Sornin. Sein Zuschnitt entsprach einer Fläche von 181,91 km2. Er besaß vor 2015 außerdem einen anderen INSEE-Code als heute, nämlich 1714.

## Veränderungen im Gemeindebestand seit der landesweiten Neuordnung der Kantone
2019: Fusion Hiers-Brouage und Marennes → Marennes-Hiers-Brouage

## Politik
| Vertreter im Departementrat | Vertreter im Departementrat  | Vertreter im Departementrat |
| Amtszeit                    | Namen                        | Partei                      |
| --------------------------- | ---------------------------- | --------------------------- |
| 2011–2015                   | Mickaël Vallet               | PS                          |
| 2015–                       | Michèle Bazin Mickaël Vallet | UG                          |